# Monopolios del conocimiento

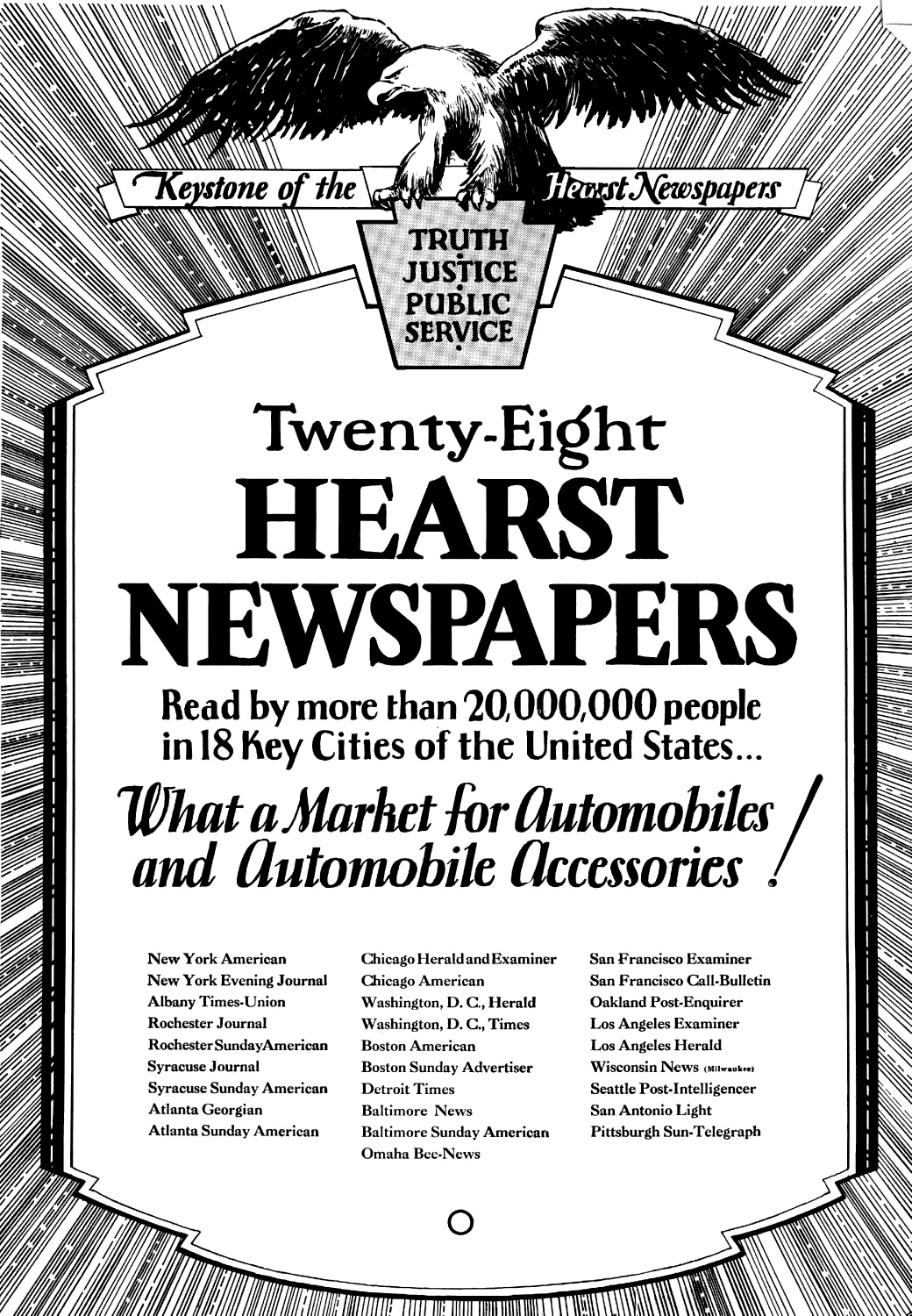
Innis señaló que la cadena de periódicos Hearst y su puñado de poderosos rivales constituyen un actual monopolio del conocimiento.

El historiador económico canadiense Harold Innis desarrolló el concepto de monopolios del conocimiento en sus escritos tardíos de comunicación.
Innis no dio una definición precisa del término, pero sugirió que estaba extendiendo el concepto de monopolio del campo de la economía al conocimiento en general. Los monopolios de conocimiento surgen cuando las clases gobernantes mantienen su poder político a través del control de tecnologías de la comunicaciones claves. Un ejemplo de esto ocurre en Egipto antiguo donde un sistema de escritura complejo le confirió el monopolio del conocimiento a escribanos y sacerdotes cultos. Perfeccionar el arte de escribir y leer requirió periodos largos de aprendizaje e instrucción, limitando el conocimiento a esta clase.
Esta teoría sugiere que los monopolios del conocimiento gradualmente suprimieron nuevas formas de pensamiento. Las jerarquías enraizadas se vuelven cada vez más rígidas y desconectadas de las realidades sociales. Los desafíos para el poder de la elite a menudo surgen en los márgenes de la sociedad. Las artes, por ejemplo, a menudo se ven como un medio de escapar de la esterilidad del pensamiento conformista.
Las advertencias de Innis sobre los monopolios del conocimiento cobran particular urgencia en los años inmediatamente anteriores a su muerte en 1952. En sus últimos escritos, argumentó que la industrialización y los medios de comunicación habían llevado a la mecanización de una cultura en la que las formas más personales de comunicación oral eran devaluadas radicalmente. "La lectura es más rápida que la escucha", escribió Innis en 1948. "La prensa impresa y la radio se dirigen al mundo en lugar de al individuo."

## Orígenes del concepto
Al discutir los monopolios del conocimiento, Innis centra gran parte de su preocupación en los Estados Unidos, donde temía que los diarios y revistas de circulación masiva  junto con las redes de radiodifusión privadas hubieran socavado el pensamiento independiente y las culturas locales y volvieran a las audiencias pasivas frente a lo que él llama los "grandes monopolios de la comunicación". James W. Carey señala que Innis estaba preocupado sobre el control centralizado de la información y el entretenimiento por los medios publicitarios. "La propia existencia de un producto básico como la 'información' y una institución llamada 'medios' hacen que cada uno sea necesario ", escribe Carey." Más personas pasan más tiempo dependiendo del periodista, el editor y el director del programa. Todas las semanas esperan la [revista] Time."
Con el fin de modelar su concepto de monopolios del conocimiento, Innis recurrió a varios campos de estudio, que incluyen economía, historia, comunicaciones y tecnología.

### Economía y el sistema de precio
En su ensayo de 1938, The Penetrative Powers of the Price System (Los poderes de penetración del sistema de precios), Innis anticipa su concepto más tardío de monopolios del conocimiento.  A pesar de que no define precisamente el significado del "sistema de precio",  muestra cómo el comercio y la tecnología moldean las economías industriales modernas. Innis sugiere, por ejemplo, que el cambio del carbón y el hierro a petróleo y electricidad tuvieron implicaciones profundas de las cuales nadie en las sociedades industriales podía escapar. Menciona el crecimiento de las ciudades con personas que viven en grandes edificios de apartamentos gracias a la evolución de los equipos eléctricos, por un lado, y la dispersión de las poblaciones en amplias áreas metropolitanas como resultado del automóvil y las carreteras pavimentadas, por el otro.
Los habitantes de las sociedades industriales modernas incluso comen de manera diferente que sus antepasados rurales. "Las demandas de la población en áreas congestionadas, bajo la dirección del trabajo científico en nutrición", Innis escribe, "han pasado de hidratos de carbono a vitaminas o de trigo a productos lácteos, ganado, frutas y verduras." Al mismo tiempo,  añade, los habitantes de las ciudades están influenciados por periódicos baratos de circulación masiva que venden estereotipos políticos junto con los anuncios de los grandes almacenes. Para Innis, la economía industrial monopoliza cómo las personas viven, trabajan, se comunican y piensan.

### Historia y estudios clásicos
El concepto de Innis de los monopolios de conocimiento estuvo también influido por el académico Solomon Gandz quien publicó un largo artículo en 1939 sobre la importancia de la tradición oral en el desarrollo de civilizaciones. Gandz adelantó la idea de que el control de la lengua en la tradición oral estaba fundamentado en instituciones religiosas que aseguraban la continuidad de la civilización al preservar sus tradiciones. Al mismo tiempo, sin embargo, las élites religiosas a menudo compartieron su poder con élites políticas quienes controlaban el uso de la fuerza militar, asegurando así el éxito de una civilización al conquistar y poseer territorio.
Innis incorporó estas ideas en su concepto de medios con sesgo temporal y con sesgo espacial. Argumentó que las civilizaciones e imperios florecieron cuando  había un equilibrio entre los medios con sesgo temporal y con sesgo espacial. El triunfo de un tipo de medio sobre el otro, sin embargo, socavó la estabilidad, demostrando que los monopolios desequilibrados de conocimiento podrían conducir gradualmente al declive y la caída de civilizaciones e imperios —como en el caso del monopolio de los sacerdotes sobre la escritura que socavó el Imperio egipcio— Innis argumentó que esto, de hecho, le estaba sucediendo a la civilización occidental, que se había vuelto peligrosamente desequilibrada, en parte debido al monopolio del conocimiento ejercido por las tecnologías de comunicación basadas en el espacio, como el periódico diario. Para Innis, el periódico refleja una obsesión con lo que él llamó "mentalidad presente". Los periódicos y las agencias de noticias que los atendían podían transmitir grandes cantidades de información a largas distancias, pero esta velocidad de transmisión y el énfasis en la inmediatez borraron la continuidad y la memoria. "El tiempo", escribió Innis, "ha sido cortado en pedazos a lo largo del día de un periódico". El advenimiento de los medios electrónicos –la radio y más tarde, la televisión– agregaron más velocidad e inmediatez, contribuyendo acumulativamente al borrado de la memoria cultural. Además, estos medios con sesgo espacial podrían ser utilizados por las élites políticas para movilizar grandes poblaciones, como en la Alemania nazi, para apoyar las desastrosas guerras de conquista.

## El significado de la escritura
Innis hizo especial hincapié en los monopolios del conocimiento que se basan en el control de los medios escritos. "Podemos dividir convenientemente la historia de Occidente en los períodos de escritura e impresión", escribió en Empire and Communications.

### Escritura
"La espada y el bolígrafo trabajaron juntos" señala Innis. "El registro escrito firmado, sellado y transmitido rápidamente era esencial para el poder militar y la extensión del gobierno. Las pequeñas comunidades se escribieron en grandes estados y los estados se consolidaron en el imperio." Innis añade que las monarquías de Egipto y Persia así como el imperio Romano "fueron esencialmente productos de la escritura."
La adopción de Roma del papiro facilitó la propagación de la escritura y el crecimiento de la administración burocrática para gobernar territorios vastos. La eficacia del alfabeto fortaleció los monopolios del conocimiento en una variedad de imperios antiguos. Innis advierte sobre el poder de escribir para crear “surcos” mentales que determinan "los canales de pensamiento de los lectores y escritores posteriores."

### Impresión y papel
Innis creía que la prensa impresa era una invención decisiva  en la historia de occidente. Lewis Mumford señaló que la impresión era "un logro completamente mecánico... el tipo de todos los futuros instrumentos de reproducción: para la hoja impresa ... fue el primer producto completamente estandarizado" Así, para Innis, la prensa impresa y el medio acompañante del papel marcó el comienzo no solo de la mecanización que se convertiría en característica de una sociedad industrial basada en la producción en masa, sino también la mecanización del conocimiento mismo. Por eso, Innis quiso decir que la impresión condujo a la producción de creencias y prácticas que reforzaron los monopolios del conocimiento característicos de la cultura industrial.
Un ejemplo de esto puede ser visto en la producción a gran escala del papel prensa en el siglo XIX que tuvo efectos que largo alcance. Newsprint fostered El desarrollo de diario grande planta aquello necesitó números más grandes de lectores para entregar a grandes advertisers como tiendas de departamento. El papel prensa fomentó el desarrollo de grandes plantas de periódicos que necesitaban un mayor número de lectores para entregar a los grandes anunciantes, como los grandes almacenes. Las tiendas departamentales reflejaban nuevas formas de comercialización para un número creciente de habitantes de la ciudad. Para atraer a más lectores, los propietarios de periódicos comenzaron a publicar cómics y a confiar en la "emoción y el sensacionalismo" de las guerras extranjeras. Tal cobertura influyó en las políticas exteriores británica y estadounidense, a veces desastrosamente.
Innis también advirtió que los libros impresos podrían producir una conformidad de pensamiento semejante a la regimentación de trabajadores en fábricas industriales. Repite el mandamiento bíblico en contra de adorar imágenes talladas, pero sugiere que en nuestra sociedad inconsciente, esta prohibición no se interpreta como aplicable a la palabra impresa.
Según William Kuhns, las sociedades dominadas por los medios impresos consideran que solo el conocimiento impreso es "esencialmente válido". Los editores de libros de texto ejercen una gran influencia en la educación en todos los niveles, mientras que las escuelas y las universidades se niegan a aceptar el conocimiento en formas que no sean impresas. "El monopolio del conocimiento se protege a sí mismo con cautelosa vigilancia", escribe Kuhns. O en palabras de Mumford, con el advenimiento del libro impreso, el aprendizaje "se convirtió en aprendizaje de libros."
Paul Levinson escribe que la "alfabetización probablemente constituye el monopolio más significativo del conocimiento en la historia humana." Agrega, sin embargo, que en las sociedades abiertas y democráticas, los sistemas de educación pública están dedicados a romper este monopolio enseñando a los estudiantes a leer y escribir, lo que les da pleno acceso al conocimiento impreso.

## Nuevos medios
Podemos ver a Internet como un factor en la creación de monopolios del conocimiento. Aquellos que tienen las habilidades para usar la tecnología tienen el poder de elegir qué información se comunica. La importancia de Internet en la creación de estos monopolios, en años más recientes, ha disminuido un tanto debido a un mayor conocimiento y conciencia de cómo usar la tecnología. Al mismo tiempo, la complejidad cada vez mayor de las tecnologías digitales fortalece los monopolios del conocimiento como señala el New York Times en una serie que comenzó el 27 de abril de 2009, llamada The Digital Arms Race:

[E]l Pentágono ha encargado a los contratistas militares que desarrollen una réplica altamente clasificada de Internet del futuro. El objetivo es simular lo que les tomaría a los adversarios cerrar las centrales eléctricas, los sistemas de telecomunicaciones y aviación del país o congelar los mercados financieros, en un esfuerzo por construir mejores defensas contra tales ataques, así como una nueva generación de armas en línea. 

Dondequiera que surjan nuevos medios, también lo harán los monopolios del conocimiento sobre cómo usar las tecnologías para reforzar el poder y el control de los grupos de elite.